# Oost-Pruisisch voetbalkampioenschap 1930/31
In 1930/31 werd het zestiende Oost-Pruisisch voetbalkampioenschap gespeeld, dat georganiseerd werd door de Baltische voetbalbond.
VfB Königsberg werd kampioen en plaatste zich voor de Baltische eindronde. Als vicekampioen mocht ook Prussia-Samland naar die eindronde. Prussia-Samland werd kampioen, terwijl VfB vicekampioen werd. Beide clubs plaatsten zich zo voor de eindronde om de Duitse landstitel. Prussia-Samland verloor in de eerste ronde van Holstein Kiel. VfB verloor in de eerste ronde opnieuw met dezelfde 8-1 cijfers van vorig jaar van Dresdner SC.

## Reguliere competitie
De Ostpreußenliga die de afgelopen vier seizoenen gespeeld werd verdween dit seizoen. In de plaats kwamen er drie Bezirksliga's. De Bezirksliga Königsberg werd opnieuw in ere hersteld, de andere zes Bezirksliga's werd verdeeld over een Bezirksliga Nord en Bezirksliga Süd. 

### Bezirksliga Königsberg
| Plaats | Club                             | Wed. | W | G | V | Saldo | Ptn.  |
| ------ | -------------------------------- | ---- | - | - | - | ----- | ----- |
| 1.     | SV Prussia-Samland Königsberg    | 10   | 9 | 1 | 0 | 51:10 | 19:1  |
| 2.     | VfB Königsberg                   | 10   | 7 | 0 | 3 | 55:18 | 14:6  |
| 3.     | SV Rasensport-Preußen Königsberg | 10   | 5 | 0 | 5 | 39:35 | 10:10 |
| 4.     | SV Concordia Königsberg          | 10   | 4 | 2 | 4 | 30:40 | 10:10 |
| 5.     | SpVgg ASCO Königsberg            | 10   | 1 | 3 | 6 | 10:36 | 5:15  |
| 6.     | Königsberger STV                 | 10   | 0 | 2 | 8 | 14:60 | 2:18  |

|  | Geplaatst voor eindronde                     |
|  | Geplaatst voor eindronde voor vicekampioenen |
|  | Deelname kwalificatieronde                   |

#### Kwalificatieronde
| Plaats | Club                                             | Wed. | W | G | V | Saldo | Ptn. |
| ------ | ------------------------------------------------ | ---- | - | - | - | ----- | ---- |
| 1.     | Königsberger STV                                 | 3    | 2 | 1 | 0 | 13:3  | 5    |
| 2.     | SpVgg ASCO 1902 Königsberg                       | 3    | 2 | 1 | 0 | 10:8  | 5    |
| 3.     | SV ehemaliger Roßgärter Mittelschüler Königsberg | 3    | 1 | 0 | 2 | 11:7  | 2    |
| 4.     | RSV Braunsberg                                   | 3    | 0 | 0 | 3 | 4:20  | 0    |

|  | Behoud Bezirksliga |

### Bezirksliga Nord
| Plaats | Club                  | Wed. | W  | G | V | Saldo | Ptn. |
| ------ | --------------------- | ---- | -- | - | - | ----- | ---- |
| 1.     | SV 1905 Insterburg    | 10   | 10 | 0 | 0 | 56:18 | 20:0 |
| 2.     | SpVgg Memel           | 10   | 7  | 0 | 3 | 47:14 | 14:6 |
| 3.     | Tilsiter SC           | 10   | 4  | 0 | 6 | 47:44 | 8:12 |
| 4.     | SV Yorck Insterburg   | 10   | 4  | 0 | 6 | 22:28 | 8:12 |
| 5.     | SC Preußen Insterburg | 10   | 3  | 0 | 7 | 22:50 | 6:14 |
| 6.     | VfB Tilsit            | 10   | 2  | 0 | 8 | 22:62 | 4:16 |

|  | Geplaatst voor eindronde                     |
|  | Geplaatst voor eindronde voor vicekampioenen |
|  | Deelname kwalificatieronde                   |

#### Kwalificatieronde
| Plaats | Club                     | Wed. | W | G | V | Saldo | Ptn. |
| ------ | ------------------------ | ---- | - | - | - | ----- | ---- |
| 1.     | VfB Tilsit               | 4    | 3 | 0 | 1 | 16:4  | 6    |
| 2.     | SVgg Grün-Weiß Gumbinnen | 4    | 2 | 0 | 2 | 9:8   | 4    |
| 3.     | MTV Kaukehmen            | 4    | 1 | 0 | 3 | 5:18  | 2    |

|  | Behoud Bezirksliga |

### Bezirksliga Süd
Hindenburg Lötzen werd gediskwalificeerd nadat ze twee keer niet opdaagden voor een wedstrijd, alle verdere wedstrijdenwerden als een 0-0 verlies aangerekend. 
| Plaats | Club                     | Wed. | W | G | V  | Saldo | Ptn.  |
| ------ | ------------------------ | ---- | - | - | -- | ----- | ----- |
| 1.     | SV Viktoria Allenstein   | 10   | 6 | 3 | 1  | 26:16 | 15:5  |
| 2.     | Rastenburger SV          | 10   | 5 | 3 | 2  | 30:27 | 13:17 |
| 3.     | Masovia Lyck             | 10   | 5 | 3 | 2  | 24:19 | 13:17 |
| 4.     | SV Hindenburg Allenstein | 10   | 5 | 2 | 3  | 39:26 | 12:8  |
| 5.     | VfL Rastenburg           | 10   | 3 | 1 | 6  | 24:44 | 7:13  |
| 6.     | SpVgg Hindenburg Lötzen  | 10   | 0 | 0 | 10 | 4:15  | 0:20  |

Rastenburger en Lyck speelden nog een play-off die door Rastenburger gewonnen werd.
|  | Geplaatst voor eindronde   |
|  | Play-off tweede plaats     |
|  | Deelname kwalificatieronde |

Play-off
|                   |                 |       |                 |        |
| 28 september 1930 | Rastenburger SV | 2 – 1 | SV Masovia Lyck | Lötzen |
| 28 september 1930 |                 |       |                 | Lötzen |

#### Kwalificatieronde
| Plaats | Club                    | Wed. | W | G | V | Saldo | Ptn. |
| ------ | ----------------------- | ---- | - | - | - | ----- | ---- |
| 1.     | VfB Angerburg           | 3    | 3 | 0 | 0 | 10:2  | 6    |
| 2.     | SV Allenstein 1910      | 3    | 2 | 0 | 1 | 6:6   | 4    |
| 3.     | VfB Osterode            | 3    | 1 | 0 | 2 | 2:6   | 2    |
| 4.     | SpVgg Hindenburg Lötzen | 3    | 0 | 0 | 3 | 2:6   | 0    |

|  | Promotie naar Bezirksliga  |
|  | Degradatie uit Bezirksliga |

## Eindronde

### Voorronde vicekampioenen
Halve finale
|                 |                 |       |                |            |
| 19 oktober 1930 | Rastenburger SV | 1 – 5 | VfB Königsberg | Rastenburg |
| 19 oktober 1930 |                 |       |                | Rastenburg |

SpVgg Memel had een bye
Finale
|                 |                |       |             |            |
| 26 oktober 1930 | VfB Königsberg | 3 – 1 | SpVgg Memel | Königsberg |
| 26 oktober 1930 |                |       |             | Königsberg |

### Finaleronde
| Plaats | Club                          | Wed. | W | G | V | Saldo | Ptn. |
| ------ | ----------------------------- | ---- | - | - | - | ----- | ---- |
| 1.     | VfB Königsberg                | 6    | 4 | 1 | 1 | 24:11 | 9:3  |
| 2.     | SV Prussia-Samland Königsberg | 6    | 4 | 0 | 2 | 20:14 | 8:4  |
| 3.     | SV 1905 Insterburg            | 6    | 3 | 1 | 2 | 18:19 | 7:5  |
| 4.     | SV Viktoria Allenstein        | 6    | 0 | 0 | 6 | 10:28 | 0:12 |

|  | Kampioen, geplaatst voor Baltische eindronde     |
|  | Vicekampioen, geplaatst voor Beltische eindronde |